# Semipunctoribates zachvatkini
Semipunctoribates zachvatkini är en kvalsterart som först beskrevs av Shaldybina 1969.  Semipunctoribates zachvatkini ingår i släktet Semipunctoribates och familjen Punctoribatidae. Inga underarter finns listade i Catalogue of Life.